# 五家宝

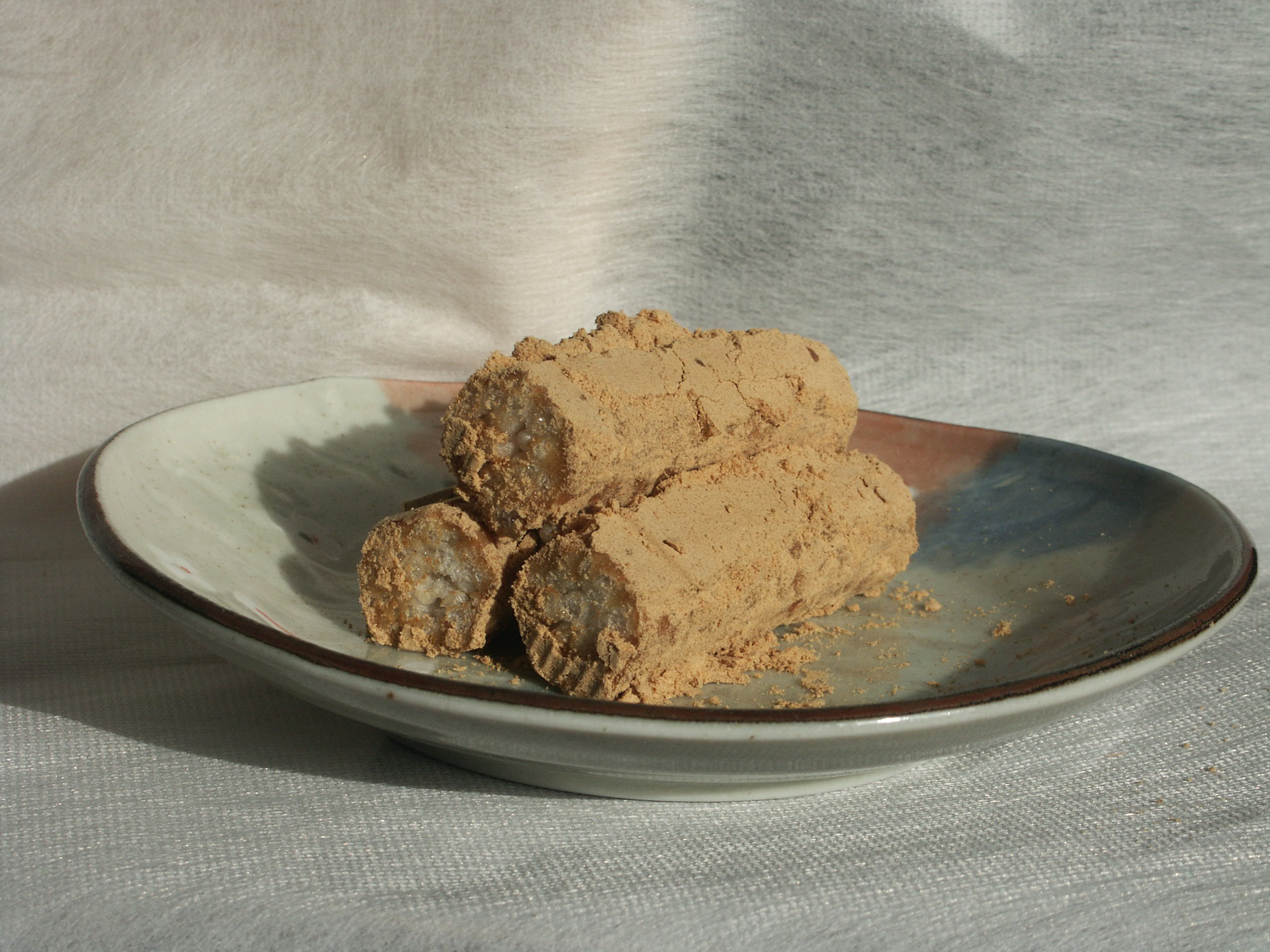
五家宝

五家宝（ごかぼう）とは、埼玉県で生産・販売されている和菓子の一つである。

## 概要
おこし種を水飴などで固め棒状にした芯をきな粉に水飴などを混ぜた皮で巻き付け、さらにきな粉を表面にまぶしたものであり、青色のものは青大豆を用いて製造されている。
大田南畝の随筆『奴凧』（1821年）に、安永6年（1777年）に日光参詣の道中で食べた「五荷棒」と比べ、今年（1820年）もらった秩父の「五かぼう」は形が大きくおこし米でできている、という記述があるように、江戸時代より北関東の各地で同名異字の五家宝が作られており、製法も時代や地方によって様々なものがあった。
現在では、埼玉県熊谷市の銘菓として知られ市内各地に取扱店舗があるほか、まれに公立小中学校の学校給食に出ることがある。草加市の草加煎餅・川越市の芋菓子と共に埼玉の三大銘菓とされており、埼玉の音風景・かおり風景10選の一つ（かおり風景）にも認定されている。2021年に公募された文化庁の100年フード「伝統の100年フード部門」に熊谷市主体で応募・認定され、有識者特別賞も受賞した。熊谷市では「五嘉棒」の名で文政年間に熊谷で売り出され、その後「五嘉宝」「五箇宝」表記を経て、「五穀は家の宝である」という祈りを込めて現在の表記となったと紹介している。
また、加須市でも特産品となっており、約140年前から不動ヶ岡にある総願寺の門前で販売されていたと紹介している。
なお、熊谷市や加須市以外で販売を行っている企業も多い。

## 発祥
発祥については諸説ある。
- 水戸藩の銘菓「吉原殿中」を元に改良したとする説。『熊谷市史』によれば「吉原殿中」は、第9代藩主の徳川斉昭（1800 - 1860年）の側女が干飯にきな粉をまぶしたものを斉昭に茶菓子として献上したところ、これを気に入り側女の名前から名付けられたのが由来の一つとしている[6]。
  - 文政（1818 - 1829年）年間に水戸出身の水役人が武蔵国の熊谷宿（後の熊谷市）付近に移住して茶屋を開き、故郷の「吉原殿中」を改良し「五嘉棒」として販売したとする説[6]。
  - 群馬県の菓子商が「吉原殿中」を参考に「五ケ宝」として販売し、評判を聞いた武蔵国大里郡玉井村（後の熊谷市）の者が模倣したとする説[7]。『熊谷市史』では、天保14年（1843年）に玉井村出身の者が熊谷宿で店を構え「五嘉棒」を改良して後の「五家宝」の基礎を作ったとしている[6]。
- 1850年頃、下総国五霞村（後の茨城県猿島郡五霞町）で開発されたとする説[7][8]。
- 天明の大飢饉（1782 - 1788年）の際に武蔵国奈良村（後の熊谷市）の名主が被災者に焼き米を提供し、後に江戸の菓子職人に焼き米を使った菓子の開発を依頼したとする説[7]。
- 文化（1804 - 1817年）年間に武蔵国不動岡（後の埼玉県加須市）で開発されたとする説[7]。
- 享保（1716 - 1736年）年間に上野国五箇村（後の群馬県邑楽郡千代田町）で開発されたとする説[7]。
- 原料に「五穀」を用いたことから名付けられたとする説。